# Phyllis Gates
Phyllis Lucille Gates (* 7. Dezember 1925 in Dawson, Minnesota, Vereinigte Staaten; † 4. Januar 2006 in Marina del Rey, Kalifornien, Vereinigte Staaten) war eine US-amerikanische Sekretärin und Innenarchitektin, die durch ihre dreijährige Ehe mit dem Schauspieler Rock Hudson bekannt wurde. Die Geschichte ihrer Ehe wurde 1990 in dem Fernsehfilm Rock Hudson mit Daphne Ashbrook (als Gates) und Thomas Ian Griffith (als Hudson) erzählt.

## Leben
Gates wuchs auf einer Farm auf. Anfangs arbeitete sie als Verkäuferin in einem Kaufhaus, als Flugbegleiterin und als Sekretärin eines Talentagenten aus New York City. Danach zog sie nach Hollywood, um für den Hollywoodagenten Henry Willson, der die Schauspieler Rock Hudson, Tab Hunter und Rory Calhoun betreute, zu arbeiten.

## Ehe mit Rock Hudson
Gates traf Rock Hudson im Oktober 1954. Sie trafen sich später wieder und heirateten am 9. September 1955 in Santa Barbara, Kalifornien, kurz nach dem Dreh von Giganten. 
Nach den Flitterwochen in Jamaika begann der Niedergang ihrer Ehe. Sie trennten sich 1957 nach Gerüchten, nach denen Hudson bei den Dreharbeiten in Italien für In einem anderen Land Ehebruch begangen habe. Die Gerüchte wurden später von einem engen Freund von Gates bestätigt, der auch verriet, dass der Ehebruch mit einem Mann stattfand. Die Scheidung wurde 1958 abgeschlossen.

## Späteres Leben
Gates arbeitete später als erfolgreiche Innenarchitektin. Sie starb am 4. Januar 2006 im Alter von 80 Jahren in ihrem Haus in Kalifornien an Lungenkrebs. Sie wurde von ihrer Schwester Marvis Ketelsen und ihrem Bruder Russell Gates überlebt.
In ihrer Autobiographie, die 1987 nach dem AIDS-Tod von Hudson 1985 erschien, schrieb Gates, dass sie in Hudson verliebt war und bei der Heirat nicht wusste, dass Hudson homosexuell war. Allerdings schrieb der Autor und Journalist Robert Höfler in seiner Biographie The Man Who Invented Rock Hudson: „Diejenigen, die sie (Gates) kannten, sagen, dass sie eine Lesbe war, die versuchte, ihren Ehemann (Hudson) zu erpressen“ und „Sie wurde dann süchtig, die Ehefrau eines Stars zu sein und wollte nicht die Scheidung (...) Phyllis konnte mit Frauen spielen, aber Rock musste ihr treu bleiben. In gewisser Weise war sie nur pragmatisch: Sie fürchtete, dass Rocks Entblößung seinen Ruhm ruinieren würde, was wiederum ihr Gewinn war.“
Dies wurde von Gates in einem Interview mit Larry King bestritten, in dem sie sagte, dass die Leute versuchten, Hudson zu beschützen, indem sie Lügen über sie verbreiteten. Gates war diejenige gewesen, die die Scheidung beantragt hatte, aufgrund des Verhaltens ihres Mannes. Gates sagte, sie habe nicht viel bei der Scheidung bekommen, weil sie ihn nicht ausnutzen wollte. Sie hörte nie auf, ihn zu lieben, und er war die „Liebe ihres Lebens“.